# Lijst van voetbalinterlands Noorwegen - Servië en Montenegro
Deze lijst van voetbalinterlands is een overzicht van alle officiële voetbalwedstrijden tussen de nationale teams van Noorwegen en Servië en Montenegro. De landen speelden in totaal een keer tegen elkaar: een vriendschappelijke wedstrijd op 31 maart 2004 in Belgrado.

## Wedstrijden
| № | Plaats   | Datum         | Competitie        | Wedstrijd                        | Uitslag |
| - | -------- | ------------- | ----------------- | -------------------------------- | ------- |
| 1 | Belgrado | 31 maart 2004 | Vriendschappelijk | Servië en Montenegro – Noorwegen | 0 – 1   |

## Samenvatting
| Competitie        | Totaal gespeeld | Winst Noorwegen | Gelijk | Winst Servië en M. | Doelsaldo Noorwegen – Servië en M. |
| ----------------- | --------------- | --------------- | ------ | ------------------ | ---------------------------------- |
| Vriendschappelijk | 1               | 1               | 0      | 0                  | 1 − 0                              |
| Totaal            | 1               | 1               | 0      | 0                  | 1 − 0                              |

## Details

### Eerste ontmoeting
| Vriendschappelijk (Belgrado, Servië en Montenegro, 31 maart 2004): |              | |
| Servië en Montenegro | 0 – 1        | Noorwegen |
| | goals        | 76' (pen.) Martin Andresen |
| Ilija Petković | bondscoach   | Åge Hareide |
| Vladimir Dišljenković Nenad Đorđević Goran Gavrančić Milan Dudić Predrag Ocokoljić Dragan Mladenović 77' Zvonimir Vukić Dejan Stanković 72' Ivica Dragutinović 84' Danijel Ljuboja 57' Darko Kovačević | opstellingen | Thomas Myhre 46' Christer Basma Vidar Riseth Claus Lundekvam 46' Ståle Stensaas Martin Andresen 60' Magne Hoset 69' Thorstein Helstad 46' Tore André Flo John Arne Riise 80' John Carew |
| Mateja Kežman 57' Saša Ilić 72' Nenad Brnović 77' Nikola Žigić 84' | wissels      | 46' Hassan El-Fakiri 46' Morten Gamst Pedersen 46' Frode Johnsen 60' Jan Gunnar Solli 69' Harald Brattbakk 80' Sigurd Rushfeldt                                                         |
| Dejan Stanković 20' | gele kaarten | 8' Claus Lundekvam 13' Christer Basma |
| Darko Kovačević 61' | rode kaarten | |
| - Debuut van Vladimir Dišljenković en Nikola Žigić (beiden Rode Ster Belgrado) voor Servië en Montenegro.                                                                                              |              | |